# 3117-es mellékút (Magyarország)
A 3117-os számú mellékút egy négy számjegyű mellékút Pest és Jász-Nagykun-Szolnok vármegyék határvidékén.

## Nyomvonala
Farmos területén ágazik ki a 311-es főútból, annak 11+550-es kilométerszelvénye közelében, észak-északnyugat felé. Első, rövid szakasza a Szelei út nevet viseli, majd a település főterét elérve északkeletnek fordul, Jászberényi út néven. 2,3 kilométer megtétele után elhagyja a település utolsó házait, majd több kisebb irányváltás után a 6. kilométernél lép át Jászberény területére, itt észak felé haladva.
A 8+750-es kilométerszelvényénél kiágazik belőle délkelet felé a Portelekre vezető 31 122-es út, a 14+350-es kilométerszelvénynél pedig a Jászboldogházáig tartó 3125-ös út. 15,9 kilométer után eléri a 31-es főutat, annak 77+800-as kilométerszelvénynél, és azzal egyesülve keletnek fordul.
Mintegy 300 méterrel arrébb a közös szakaszuk keresztezi a Hatvan–Szolnok-vasútvonalat, majd további 300 méter után szétválnak, a 3117-es északnak indul tovább. Jászberény központja felé. A város lakott területére érve a neve először Szelei út, majd Szentkúti tér, utána pedig a végső szakasza Attila utca. A 31 113-as útba torkollva ér véget, annak 2+900-as kilométerszelvényénél. Egyenes folytatásaként indul ki ugyanebből a csomópontból a 31 332-es út.
Teljes hossza, az országos közutak térképes nyilvántartását szolgáló kira.gov.hu adatbázisa szerint 18,642 kilométer.

## Települések az út mentén
- Farmos
- Jászberény